# ハインツ・シュタンスケ
ハインツ・シュタンスケ（Heinz Stanske, 1909年12月2日 - 1996年）は、ドイツ出身のヴァイオリニスト。
ベルリンの生まれ。カール・フレッシュに師事し、1937年のウィーン音楽祭のコンクールで金メダルを獲得した。
戦後はハイデルベルク音楽院などで教鞭をとり、弟子にエディト・パイネマンがいる。